# Буувей
Буувей (*ᠪᠥᠪᠡᠢ; д/н — 1530) — 8-й очільник Дербен-Ойрата в 1495—1530 роках. В мусульманських джерелах відомий як Бубей-мірза, в китайських — Бо Лю.

## Життєпис
Походив з роду нойонів племені хошутів, що вів родовів від Джочі-Хасара. 1495 році після загибелі Єнган-тайши з племені чорос на чулгані (на кшталт сейму) обирається новим очільником ойратів. Титул мірза, який часто використовується з його іменем в джерелах, на думку дослідників може свідчити, що він  був мусульманином, або мав дружні відносини з мусульманськими державами.
Вимушений був з самого початку відновлювати єдність Дербен-ойрату. Разом з тим визнав зверхність великого кагана Даян-хана. Дотримувався союзних відносин з імперією Мін.
У 1513 році надав допомогу Чень Цзюнчжоу, очільнику мінської залоги в Хамі, яку атакували війська Даян-хана і могульського Мансур-хана. Зрештою 1517 року сприяв перемозі китайців. Того ж року скористався розгардіяшем в Монгольському каганаті після смерті Даян-хана, щоб звільнити Дербен-Ойрат від залежності. Водночас міцність ойратського союзу була вже не такою міцною як раніше. Частина торгутів і хошутів відкочували до озера Кукунор.
У 1526 році почалася нова війна з Мансур-ханом. 1530 року Буувей зазнав тяжкої поразки, внаслідок чого китайцями було втрачено Хамі. Невдовзі володар ойратів помер. Йому спадкував син Хонгор-нойон.